# Lunatic Doll
Pour les articles homonymes, voir Lunatic (homonymie).
Albums de Mari Hamada
Romantic Night
(1983)
Lunatic Doll (en capitales : LUNATIC DOLL) est le premier album de Mari Hamada.

## Présentation
L'album est parfois sous-titré Ansatsu Keikoku (暗殺警告), du titre alternatif japonais figurant sur le obi du disque (bande de papier entourant les disques au Japon).
Il sort initialement le 21 avril 1983 au Japon sous le label Invitation de Victor Entertainment. Il est ré-édité le 21 mars 1988 en format CD ; de même que les autres albums de la chanteuse, il est ré-édité le 24 mars 1994 à l'occasion de ses 10 ans de carrière (présentation officielle fautive), puis le 22 octobre 2008 pour ses 25 ans de carrière, et le 15 janvier 2014 pour les 30 ans.
L'album est produit par Munetaka Higuchi, batteur du groupe de heavy metal Loudness, et contient huit chansons du même style musical (plus deux interludes instrumentaux), qu'il a lui-même écrites avec son "Higuchi Project Team" (composé du chanteur Nobuo Yamada, de Keiji Katayama, et de Hiroaki Matsuzawa, non crédités) et interprétées avec des musiciens connus de la scène nippone. Aucun titre n'est sorti en single, mais Tokio Makin' Love et Runaway From Yesterday figureront sur plusieurs compilations de la chanteuse. La moitié des chansons de l'album figurera d'ailleurs sur son troisième disque, la compilation First Period qui sort moins d'un an plus tard. Runaway From Yesterday sera reprise par son auteur Nobuo Yamada avec son groupe Make-Up formé cette année-là.

## Liste des titres
Paroles, musique et arrangements par Munetaka Higuchi & Higuchi Project Team.
| CD    | CD                        | CD    | CD | CD | CD | CD | CD | CD | CD |
| No    | Titre                     | Durée |    |    |    |    |    |    |    |
| ----- | ------------------------- | ----- | -- | -- | -- | -- | -- | -- | -- |
| 1.    | Noah                      | 3:53  |    |    |    |    |    |    |    |
| 2.    | Tokio Makin' Love         | 3:51  |    |    |    |    |    |    |    |
| 3.    | Runaway From Yesterday    | 5:50  |    |    |    |    |    |    |    |
| 4.    | Love Maker (instrumental) | 1:53  |    |    |    |    |    |    |    |
| 5.    | Black Hole                | 5:02  |    |    |    |    |    |    |    |
| 6.    | All Night Party           | 5:57  |    |    |    |    |    |    |    |
| 7.    | Mistress (instrumental)   | 0:33  |    |    |    |    |    |    |    |
| 8.    | Spacer                    | 3:14  |    |    |    |    |    |    |    |
| 9.    | Lights                    | 3:59  |    |    |    |    |    |    |    |
| 10.   | Bottom Energy             | 4:02  |    |    |    |    |    |    |    |
| 38:19 |                           |       |    |    |    |    |    |    |    |

## Musiciens
- Mari Hamada : chant
- Munetaka Higuchi : batterie
- Kenji Kitajima (北島健二?) : guitare
- Hiroaki Matsuzawa (松澤浩明?) : guitare
- Shin Yuasa (湯浅晋?) (de X-Ray) : guitare
- Hiro Nagasawa (長沢ヒロ?) : basse
- Yuki Nakajima (中島優貴?) : claviers